# Fontinalis dalecarlica
Fontinalis dalecarlica là một loài Rêu trong họ Fontinalaceae. Loài này được Bruch & Schimp. mô tả khoa học đầu tiên năm 1846.